# Stazione di Hatakeda
La stazione di Hatakeda (畠田駅?, Hatakeda-eki) è una stazione ferroviaria di situata nella cittadina di Ōji, nel distretto di Kitakatsuragi della prefettura di Nara in Giappone. La stazione è servita dalla Wakayama della JR West.

## Linee
JR West
■ Linea Wakayama

## Struttura
La stazione è costituita da un solo marciapiede laterale con un binario usato in entrambe le direzioni. Il fabbricato viaggiatori possiede una biglietteria presenziata. Sono inoltre presenti tornelli automatici per l'accesso ai binari e supporto alla bigliettazione elettronica ICOCA.

## Stazioni adiacenti
| ≪              | Servizio       | ≫              |
| Linea Wakayama | Linea Wakayama | Linea Wakayama |
| -------------- | -------------- | -------------- |
| Ōji            | Locale         | Shizumi        |